# Poecilimon bidens
Poecilimon bidens är en insektsart som beskrevs av Retowski 1889. Poecilimon bidens ingår i släktet Poecilimon och familjen vårtbitare. Inga underarter finns listade i Catalogue of Life.